# Генерал от кавалерии
Генерал от кавалерии
 Русской императорской армии

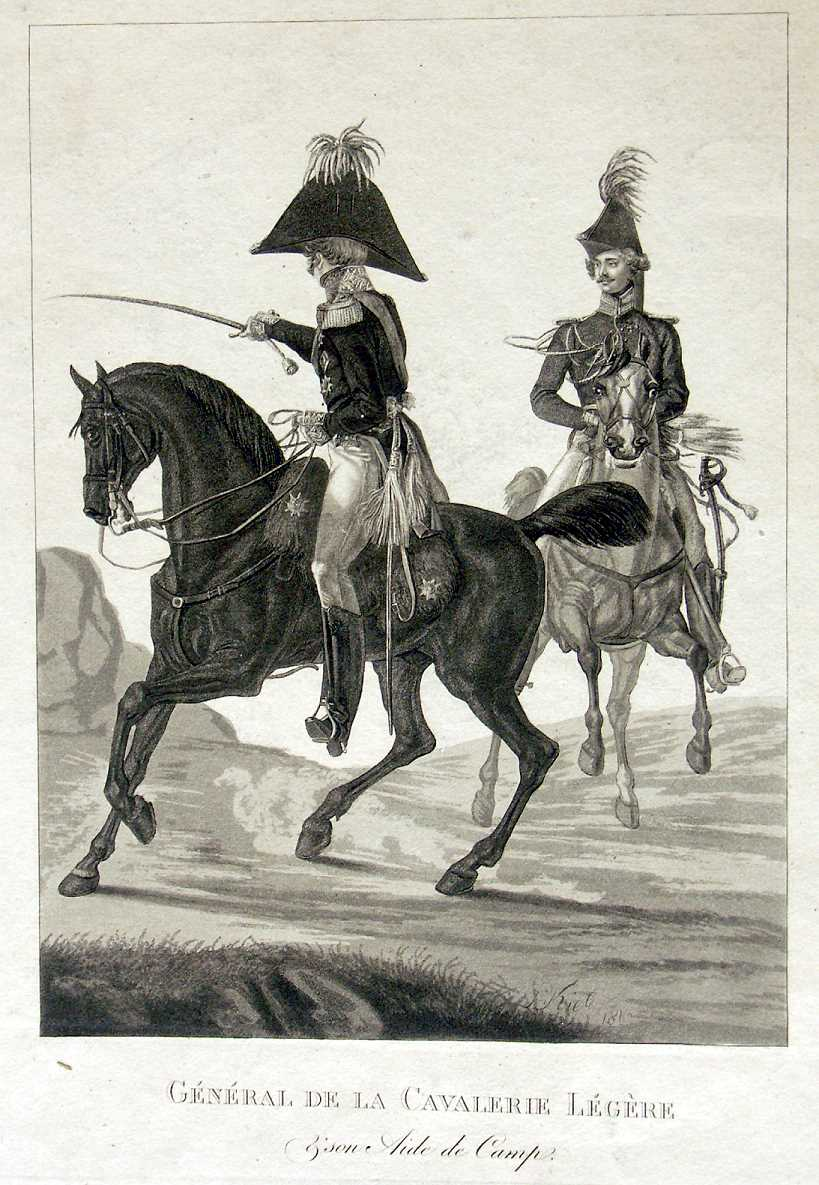
Лев Киль. Кавалерийский генерал и его адъютант эпохи Наполеоновских войн

Генера́л от кавале́рии — воинское звание и чин в Российской империи и некоторых европейских странах.

## Западная Европа
Воинское звание ряда европейских армий. Вначале появилось в императорской армии в начале Тридцатилетней войны.
В 1620 году граф Бюкуа уступил должность генерал-лейтенанта (в императорской армии она стояла выше должности фельдмаршала) испанскому генералу А. Спиноле и в компенсацию наименован полковником-генералом кавалерии. Вскоре после его гибели, в 1622 году, новым полковником-генералом кавалерии назначен Бальтазар Маррадас.
В 1633 году генералами кавалерии императорской армии стали О. Пикколомини и Шаффгоч. Звание генерала кавалерии в императорской армии стало регулярным.
Позже звание появилось в других европейских странах (Саксонии, Баварии, Пфальце, Пруссии, а также Швеции, Дании, Нидерландах).

### Швеция
В годы Северной войны звание генерала кавалерии в армии Карла XII носили:
- 1698 — О. Веллинг (1649–1708)
- 1698 — Н. Юлленштерна[швед.] (1648–1720) — с 1709 года фельдмаршал.
- 1702 — Фридрих IV Гольштейн-Готторпский (1671–1702) — погиб в битве при Клишове
- 1703 — К. Г. Реншильд (1651–1722) — с 1706 года фельдмаршал.
- 1704 — Я. Спенс (1656–1721)
- 1711 — К. Мёрнер (1658–1721) — с 1717 года фельдмаршал.
- 1713 — Й. В. Дальдорф[швед.] (1665–1715) —  смертельно ранен при обороне о. Рюген
- 1713 — К. Г. Дюкер (1663–1732) — с 1719 года фельдмаршал
- 1716 — К. Г. Эрнештедт[швед.] (1669–1742) — с 1719 года фельдмаршал.

Вернувшиеся из русского плена после Полтавского поражения К. Г. Крузе и К. Г. Крейц в 1722 году получили звание генерала кавалерии.

### Германия
«Генерал кавалерии»
Генерал кавалерии (нем. General der Kavallerie) — воинское звание генеральского состава в Вооруженных силах Германии (вермахт).
В вермахте звание генерала кавалерии находилось по старшинству между генерал-лейтенантом и генерал-полковником.
Получивший в 1940 году звание генерала кавалерии Лео Гейр фон Швеппенбург при нападении на СССР в 1941 году командовал 24-м моторизованным корпусом и стал именоваться генералом танковых войск.
Это звание правильнее называть «генерал рода войск», потому что оно приравнивалось к чинам, то есть воинское звание определённой воинской должности:
Хеер
- Генерал артиллерии (нем. General der Artillerier)
- Генерал инфантерии (нем. General der Infantrie)
- Генерал горных войск (нем. General der Gebirgstruppe)
- Генерал кавалерии (нем. General der Kavallerie)
- Генерал войск связи (нем. General der Nachrichtentruppe)
- Генерал инженерных войск (нем. General der Pioniertruppe)
- Генерал-обер-штабсарцт (нем. Generaloberstabsarzt)

Люфтваффе
- Генерал парашютных войск (нем. General der Fallschirmtruppe)
- Генерал зенитных войск (нем. General der Flakartillerie)
- Генерал авиации (нем. General der Flieger)
- Генерал войск связи авиации (нем. General der Luftnachrichtentruppe)
- Генерал люфтваффе (нем. General der Luftwaffe)

## Российская империя

### При Петре I
Введён Петром I в качестве высшего генеральского чина в кавалерии как роде войск русской армии. Этот чин имели:
- А. Д. Меншиков (1705) — с лета 1706 года командовал всей русской кавалерией, с 1709 года генерал-фельдмаршал
- К. Э. Ренне (1709) — умер 29 декабря 1716 года.
- Р. Х. Баур (1717, умер в том же году)
- И. Б. Вейсбах (1725) — умер в 1735 году генерал-аншефом[1].

В 1717 году ландграф Гессен-Гомбургский Фридрих Яков (отец будущего российского генерал-фельдмаршала) захотел поступить на русскую службу генералом над всей кавалерией, но Пётр I не изъявил на то своего согласия. Отказал он ему также и в доставлении герцогства Курляндского (на которое ландграф имел виды как ближайший родственник герцога Фердинанда).
Чин генерала от кавалерии вошёл в Табель о рангах 1722 года, но вскоре после смерти Петра I не использовался и был заменён общим чином генерал-аншефа. После того, как генерал от кавалерии И. Б. Вейсбах стал именоваться генерал-аншефом, закончилась история петровского звания.

### С 1796 года
Вновь введён 29 ноября 1796 года императором Павлом I вместо чина генерал-аншефа (наряду с чинами генерала от инфантерии и генерала от артиллерии). Соответствовал II классу Табели о рангах с обращением «Ваше высокопревосходительство».
Генерал от кавалерии мог быть генерал-инспектором кавалерии, командующим войсками военного округа, руководить крупными воинским соединением (корпусом) или объединением (армией, фронтом).
На территории Петроградского военного округа чин прекратил существование с 3 (16) декабря 1917 года на основании приказа по округу.
В армейских частях на остальной территории Российской республики, подконтрольной Совнаркому, прекратил существование с 17 (30) декабря 1917 года — даты вступления в силу принятого Совнаркомом «Декрета об уравнении всех военнослужащих в правах».

### Список генералов от кавалерии
Перед именем указан год производства в чин, после имени — годы жизни. В список включены генералы от кавалерии, которым впоследствии был присвоен более высокий чин генерал-фельдмаршала.
1. 1705 — Меншиков, Александр Данилович (1673—1729)[5]
2. 1709 — Ренне, Карл Эвальд (1663—1716)
3. 1717 — Баур, Родион Христианович (1667—1717)
4. 1725 — Вейсбах, Иоганн Бернгард (1665—1735)
5. 1796—1797, 1801 — Волконский, Григорий Семенович (1742—1824)
6. 1796 — Мусин-Пушкин, Валентин Платонович (1735—1804)[6]
7. 1796 — Пассек, Пётр Богданович (1736—1804)
8. 1796 — Салтыков, Иван Петрович (1730—1805)[7]
9. 1796 — Фельден, Вильгельм Христофорович (1735—1819)
10. 1797 — Дунин, Иван Петрович (1752-?)
11. 1797 — Елагин, Василий Иванович (1743-?)
12. 1797 — Иловайский, Алексей Иванович (1736—1797)
13. 1797 — Михельсон, Иван Иванович (1740—1807)
14. 1797 — Нумсен, Фёдор Михайлович (?-1802)
15. 1798 — Апраксин, Степан Степанович (1757—1827)
16. 1798 — Денисов, Фёдор Петрович (1738—1803)
17. 1798 — Пален, Пётр Алексеевич (1745—1826)
18. 1798 — Шевич, Георгий Иванович (?-1805)
19. 1799 — Горич, Иван Петрович (1745—1811)
20. 1799 — Дотишамп, Жан Франсуа Луис (1738—1831)
21. 1799 — Орлов, Василий Петрович (1745—1801)
22. 1799 — Савельев, Иван Дмитриевич (?)
23. 1799 — Шиц, Антон Осипович (1730—1810)
24. 1800 — Александр Фридрих Карл, принц Вюртембергский (1771—1833)
25. 1800 — Иловайский, Дмитрий Иванович (?)
26. 1800 — Линденер, Фёдор Иванович (?)
27. 1800 — Обресков, Александр Васильевич (1757—1812)
28. 1800 — Репин, Иван Иванович (1755—1832)
29. 1801 — Тормасов, Александр Петрович (1752—1819)
30. 1802 — Беннигсен, Леонтий Леонтьевич (1745—1826)
31. 1802 — Людвиг, герцог Вюртембергский (1756—1817)
32. 1802 — Мейендорф, Казимир Иванович (1749—1813)
33. 1807 — Кологривов, Андрей Семенович (1774—1825)
34. 1809 — Георгий Петрович, принц Гольштейн-Ольденбургский (1784—1812)
35. 1809 — Платов, Матвей Иванович (1753—1818)
36. 1812 — Витгенштейн, Пётр Христианович (1768—1843)[8]
37. 1813 — Винцингероде, Фердинанд Фёдорович (1770—1818)
38. 1813 — Карл Август, наследный принц Саксен-Веймарский (1775—1828)
39. 1813 — Раевский, Николай Николаевич (1771—1829)
40. 1813 — Уваров, Фёдор Петрович (1773—1824)
41. 1814 — Голицын, Дмитрий Владимирович (1771—1844)
42. 1817[9] — Домбровский, Ян Генрих (1755—1818)
43. 1823 — Васильчиков, Илларион Васильевич (1775—1847)
44. 1823 — Воинов, Александр Львович (1770—1832)
45. 1823 — Ламберт, Карл Осипович (1773—1843)
46. 1826 — Голенищев-Кутузов, Павел Васильевич (1772—1843)
47. 1826 — Депрерадович, Николай Иванович (1767—1843)
48. 1826 — Дука, Илья Михайлович (1768—1830)
49. 1826 — Ожаровский, Адам Петрович (1776—1855)
50. 1826 — Орлов-Денисов, Василий Васильевич (1775—1843)
51. 1826 — Трубецкой, Василий Сергеевич (1776—1841)
52. 1827 — Пален, Пётр Петрович (1777—1864)
53. 1827 — Чернышев, Александр Иванович (1785—1857)
54. 1828 — Пален, Павел Петрович (1775—1834)
55. 1828 — Репнин, Николай Григорьевич (1778—1845)
56. 1828 — Эммануэль, Георгий Арсеньевич (1775—1837)
57. 1829 — Бенкендорф, Александр Христофорович (1781—1844)
58. 1829 — Витт, Иван Осипович (1781—1840)
59. 1831 — Крейц, Киприан Антонович (1777—1850)
60. 1831 — Ридигер, Фёдор Васильевич (1783—1856)
61. 1831[10] — Рожнецкий, Александр Александрович (1774—1849)
62. 1832 — Фердинанд Эрнст Август, наследный принц Саксен-Кобургский (1784—1844)
63. 1833 — Вильгельм Георг Август, герцог Нассауский (1794—1839)
64. 1833 — Левашов, Василий Васильевич (1783—1848)
65. 1833 — Никитин, Алексей Петрович (1777—1858)
66. 1833 — Орлов, Алексей Фёдорович (1786—1861)
67. 1834 — Красиньский, Викентий Иванович (1782—1858)
68. 1834 — Кутейников, Дмитрий Ефимович (1766—1844)
69. 1834 — Потапов, Алексей Николаевич (1772—1847)
70. 1834 — Чичерин, Пётр Александрович (1778—1848)
71. 1836 — Эрнст Константин, принц Филипстальский (1771—1850)
72. 1841 — Гейсмар, Фёдор Клементьевич (1783—1848)
73. 1841 — Кнорринг, Владимир Карлович (1784—1864)
74. 1841 — Орурк, Иосиф Корнилович (1772—1849)
75. 1843 — Апраксин, Степан Фёдорович (1792—1862)
76. 1843 — Власов, Максим Григорьевич (1767—1848)
77. 1843 — Влодек, Михаил Фёдорович (1780—1849)
78. 1843 — Долгоруков, Николай Андреевич (1794—1847)
79. 1843 — Дьяков, Пётр Николаевич (1788—1860)
80. 1843 — Остен-Сакен, Дмитрий Ерофеевич (1789—1881)
81. 1843 — Пален, Матвей Иванович (1779—1863)
82. 1843 — Перовский, Василий Алексеевич (1795—1857)
83. 1843 — Сиверс, Владимир Карлович (1790—1862)
84. 1843 — Сталь, Карл Густавович (1777—1853)
85. 1845 — Репнинский, Степан Яковлевич (1773—1851)
86. 1847 — великий князь Александр Николаевич (император Александр II) (1818—1881)[11]
87. 1848 — Заборинский, Александр Никифорович (1786—1853)
88. 1850 — Шабельский, Иван Петрович (1796—1874)
89. 1851 — Олферьев, Павел Васильевич (1787—1864)
90. 1851 — Оффенберг, Иван Петрович (1792—1870)
91. 1851 — Оффенберг, Фёдор Петрович (1789—1856)
92. 1851 — Штрандман, Карл Густавович (1787—1855)
93. 1852 — Гельфрейх, Егор Иванович (1788—1865)
94. 1852 — Завадовский, Николай Степанович (1788—1853)
95. 1852 — Строганов, Сергей Григорьевич (1794—1882)
96. 1852 — Хомутов, Михаил Григорьевич (1795—1864)
97. 1855 — Граббе, Павел Христофорович (1789—1875)
98. 1855 — Ланской, Павел Петрович (1792—1873)
99. 1856 — Врангель, Карл Егорович (1794—1874)
100. 1856 — Гринвальд, Родион Егорович (1797—1877)
101. 1856 — Долгоруков, Василий Андреевич (1804—1868)
102. 1856 — Дубельт, Леонтий Васильевич (1793—1862)
103. 1856 — Мейендорф, Егор Фёдорович (1794—1879)
104. 1856 — Монтрезор, Карл Лукьянович (1786—1879)
105. 1856 — Плаутин, Николай Фёдорович (1796—1866)
106. 1856 — Эссен, Антон Антонович (1798—1863)
107. 1857 — Дохтуров, Николай Михайлович (1788—1865)
108. 1858 — Васильчиков, Дмитрий Васильевич (1778—1859)
109. 1858 — Пиллар фон Пильхау, Карл Фёдорович (1791—1861)
110. 1860 — Анреп, Иосиф Романович (1796—1860)
111. 1860 — Багратион-Имеретинский, Александр Георгиевич (1796—1862)
112. 1860 — Будберг, Александр Иванович (1796—1876)
113. 1860 — Карл Фердинанд, эрцгерцог Австрийский (1818—1874)
114. 1860 — Перфильев, Степан Васильевич (1796—1878)
115. 1860 — Толстой, Алексей Петрович (1797—1864)
116. 1861 — Безобразов, Сергей Дмитриевич (1801—1879)
117. 1861 — Богушевский, Василий Дмитриевич (1791—после 1868)
118. 1861 — Бургард, Николай Иванович (?-1874)
119. 1861 — Клюпфель, Владислав Филиппович (1796—1885)
120. 1861 — Ламберт, Карл Карлович (1815—1865)
121. 1861 — Лауниц, Василий Фёдорович (1802—1864)
122. 1861 — Притвиц, Карл Карлович (1797—1881)
123. 1861 — Фитингоф, Иван Андреевич (1797—1871)
124. 1861 — Цукато, Николай Егорович (1794—1867)
125. 1862 — Велио, Осип Осипович (1795—1867)
126. 1863 — Кизмер, Иван Иванович (1786—1865)
127. 1863 — Львов, Пётр Фёдорович (1796—1869)
128. 1864 — Энгельгардт, Антон Евстафьевич (1795—1872)
129. 1866 — Корсаков, Николай Дмитриевич (1799—1876)
130. 1866 — Ланской, Пётр Петрович (1799—1877)
131. 1866 — Ржевуский, Адам Адамович (1801—1888)
132. 1866 — Трубецкой, Пётр Иванович (1798—1871)
133. 1867 — Долгоруков, Владимир Андреевич (1810—1891)
134. 1867 — Леопольд Людвиг, эрцгерцог Австрийский (1823—1898)
135. 1867 — Черкасов, Николай Петрович (1793—1873)
136. 1868 — Андронников, Иван Малхазович (1798—1868)
137. 1869 — Бреверн де Лагарди, Александр Иванович (1814—1890)
138. 1869 — Витте, Карл Павлович (1794—1878)
139. 1869 — Меликов, Леон Иванович (1817—1892)
140. 1871 — Багговут, Александр Фёдорович (1801—1883)
141. 1872 — Куцынский, Андрей Александрович (?)
142. 1872 — Нирод, Александр Евстафьевич (1805—1881)
143. 1872 — Тимашев, Александр Егорович (1818—1893)
144. 1872 — Шувалов, Пётр Андреевич (1827—1889)
145. 1873 — Меншиков, Владимир Александрович (1814—1893)
146. 1873 — Синельников, Николай Петрович (1805—1892)
147. 1874 — великий князь Александр Александрович (император Александр III) (1845—1894)
148. 1874 — Фредерик, наследный принц Датский (1843—1912)
149. 1875 — Лорис-Меликов, Михаил Тариелович (1825—1888)
150. 1875 — Сабуров, Алексей Иванович (?)
151. 1875 — Урусов, Михаил Александрович (1802—1883)
152. 1876 — Потапов, Александр Львович (1818—1886)
153. 1877 — Гурко, Иосиф Владимирович (1828—1901)[12]
154. 1877 — Засс, Григорий Христофорович (1797—1883)
155. 1878 — Альбединский, Пётр Павлович (1826—1883)
156. 1878 — Анненков, Иван Васильевич (1814—1887)
157. 1878 — Волков, Пётр Николаевич (1817—1899)
158. 1878 — Голицын, Владимир Дмитриевич (1815—1888)
159. 1878 — Краснокутский, Николай Александрович (1818—1891)
160. 1878 — Мердер, Пётр Карлович (1819—1894)
161. 1878 — Орлов, Николай Алексеевич (1827—1885)
162. 1878 — Перовский, Борис Алексеевич (1815—1881)
163. 1878 — Трепов, Фёдор Фёдорович (1812—1889)
164. 1878 — Шульц, Мориц Христианович (1806—1888)
165. 1879 — Ламберт, Иосиф Карлович (1809—1879)
166. 1881 — Курдюмов, Пётр Антонович (1803—1882)
167. 1881 — Суходольский, Дмитрий Петрович (1812—1885)
168. 1881 — Эристов, Георгий Романович (1812—1891)
169. 1883 — Жиров, Дмитрий Иванович (1807—1886)
170. 1883 — Крейц, Генрих Киприанович (1817—1891)
171. 1883 — Крейц, Пётр Киприанович (1816—1894)
172. 1883 — Стюрлер, Александр Николаевич (1825—1901)
173. 1883 — Хрещатицкий, Александр Павлович (1809—1887)
174. 1883 — Чертков, Михаил Иванович (1829—1905)
175. 1884 — Арнольди, Александр Иванович (1817—1898)
176. 1884 — Богушевский, Константин Антонович (1815—1900)
177. 1884 — Унгернштернберг, Армин Карлович (?)
178. 1884 — Южаков, Николай Антонович (1807-1886)
179. 1885 — Баумгартен, Константин Ермолаевич (1819—1902)
180. 1885 — Дохтуров, Михаил Николаевич (1824—1911)
181. 1885 — Манзей, Константин Николаевич (1821—1905)
182. 1885—1887 — Манвелов, Александр Николаевич (1824—1906)
183. 1886 — Баумгартен, Николай Карлович (1809—1886)
184. 1886 — Крылов, Евгений Тимофеевич (1824-1894)
185. 1886 — Шамшев, Иван Иванович (1819—1892)
186. 1890 — Воронцов-Дашков, Илларион Иванович (1837—1916)
187. 1890 — Дризен, Александр Фёдорович (1824—1892)
188. 1890 — Кистер, Оттон Карлович (1824—1904)
189. 1890 — Мусин-Пушкин, Александр Иванович (1827—1903)
190. 1890 — Николай Максимилианович, герцог Лейхтенбергский (1843—1890)
191. 1890 — Святополк-Мирский, Николай Иванович (1833—1898)
192. 1890 — Таубе, Максим Антонович (1826—1910)
193. 1891 — Галл, Александр Александрович (1831—1904)
194. 1891 — Чавчавадзе, Захарий Гульбатович (1825—1905)
195. 1891 — Шереметев, Сергей Алексеевич (1836—1896)
196. 1892 — Коль, Фёдор Карлович (1821—1894)
197. 1892 — Олсуфьев, Алексей Васильевич (1831—1915)
198. 1892 — Шаховской, Иван Фёдорович (1826—1894)
199. 1893 — Андриянов, Иван Алексеевич (1830—1904)
200. 1893 — Воейков, Николай Васильевич (1832—1898)
201. 1894 — Краевский, Константин Станиславович (1826—1895)
202. 1894 — Кульгачев, Алексей Петрович (1825—1904)
203. 1894 — Скалон, Николай Антонович (1832—1903)
204. 1894 — Чингисхан, Губайдулла Джангерович (1840—1909)
205. 1895 — Александр Петрович, принц Ольденбургский (1844—1932)
206. 1895 — Винберг, Виктор Фёдорович (1832-?)
207. 1895 — Протасов-Бахметев, Николай Алексеевич (1834—1907)
208. 1896 — Амилахори, Иван Гивич (1829—1905)
209. 1896 — Козлов, Александр Александрович (1837—1924)
210. 1896 — Оржевский, Пётр Васильевич (1839—1897)
211. 1896 — Чавчавадзе, Николай Зурабович (1830—1897)
212. 1897 — Накашидзе, Александр Давидович (1837—1905)
213. 1897 — Петровский, Александр Фёдорович (1832—1908)
214. 1898 — Бодиско, Константин Константинович (1831-1902)
215. 1898 — Бороздин, Георгий Александрович (1835-н/р 1909)
216. 1898 — Венеровский, Стефан Александрович (1828—после 1908)
217. 1898 — Дохтуров, Дмитрий Петрович (1838—1905)
218. 1898 — Игнатьев, Алексей Павлович (1842—1906)
219. 1898 — Леонов, Степан Степанович (1834—1899)
220. 1898 — Лермонтов, Александр Михайлович (1838—1906)
221. 1898 — Мейендорф, Феофил Егорович (1838—1919)
222. 1898 — Струков, Александр Петрович (1840—1911)
223. 1898 — Сукни, Фридрих Фридрихович (1823—?)
224. 1898 — Тутолмин, Иван Фёдорович (1837—1908)
225. 1899 — Ребиндер, Александр Максимович (1838—1909)
226. 1899 — Шебеко, Николай Игнатьевич (1834—1904)
227. 1900 — Адельсон, Николай Осипович (1829—1901)
228. 1900 — великий князь Николай Николаевич Младший (1856—1929)
229. 1900 — Зуров, Александр Елпидифорович (1837—1902)
230. 1900 — Новицкий, Николай Дементьевич (1833—1906)[13]
231. 1900 — Прозоркевич, Степан Миронович (1835-?)
232. 1900 — Сеид-Абдул-Агад-хан, эмир Бухарский (1856—1910)
233. 1901 — Бильдерлинг, Александр Александрович (1846—1912)
234. 1901 — Каульбарс, Александр Васильевич (1844—1929)
235. 1901 — Коханов, Семён Васильевич (1842-1908)
236. 1901 — Лауниц, Михаил Васильевич (1843—1911)
237. 1901 — Санников, Сергей Иванович (1838—1920)
238. 1901 — Фредерикс, Владимир Борисович (1838—1927)
239. 1902 — Тевяшев, Николай Николаевич (1842—1905)
240. 1903 — Мерклинг, Николай Иванович (1838—1907)
241. 1904 — Арапов, Константин Устинович (1831—1916)
242. 1904 — Валь, Виктор-Карл-Конрад-Вильгельм Вильгельмович (1840—1915)
243. 1904 — Мартынов, Андрей Дмитриевич (1838—1913)
244. 1904 — Тимирязев, Николай Аркадьевич (1835—1906)
245. 1904 — Хрещатицкий, Ростислав Александрович (1841—1906)
246. 1904 — Шипов, Николай Николаевич (1846—1911)
247. 1905 — Червонный, Сергей Прокофьевич (1835—1907)
248. 1906 — Бобылев, Фёдор Нилович (1842 – ?)
249. 1906 — Агаси-бек Авшаров, Александр Александрович (1833—1907)
250. 1906 — Вонлярлярский, Николай Михайлович (1846—1906)
251. 1906 — Вяземский, Леонид Дмитриевич (1848—1909)
252. 1906 — Домонтович, Алексей Иванович (1846—1907)
253. 1906 — Жеребков, Алексей Герасимович (1837—1922)
254. 1906 — Квитницкий, Эраст Ксенофонтович (1843—1907)
255. 1906 — Максимович, Константин Клавдиевич (1849—1921)
256. 1906 — Остроградский, Всеволод Матвеевич (1843—1932)
257. 1906 — Скалон, Георгий Антонович (1847—1914)
258. 1906 — Сухомлинов, Владимир Александрович (1848—1926)[14]
259. 1906 — Сухотин, Николай Николаевич (1847—1918)
260. 1906 — Таль, Александр Яковлевич (1840—1911)
261. 1906 — Эристов, Давид Евстафьевич (1843—1910)
262. 1907 — Бекман, Владимир Александрович (1848—1923)
263. 1907 — Витте, Константин Павлович (1846-1919/1920)
264. 1907 — Зыков, Иван Сергеевич (1846—н/р 1908)
265. 1907 — Киреев, Александр Алексеевич (1833—1910)
266. 1907 — Олив, Сергей Вильгельмович (1844—1909)
267. 1907 — Плеве, Павел Адамович (1850—1916)
268. 1907 — Поздеев, Ипполит Аполлонович (1845—1913)
269. 1907 — Скалон, Дмитрий Антонович (1840—1919)
270. 1907 — Ставровский, Константин Николаевич (1846-?)
271. 1907 — Тиханов, Евграф Филиппович (1837-1908)
272. 1907 — Фомин, Леонид Петрович (1846-?)
273. 1907 — Шмидт, Евгений Оттович (1844—1915)
274. 1907 — Штакельберг, Георгий Карлович (1851—1913)
275. 1907 — Шутлеворт, Николай Васильевич (1845-?)
276. 1908 — Акимов, Николай Агафонович (1842—1913)
277. 1908 — Гершельман, Фёдор Константинович (1853-?)
278. 1908 — Иванов-Луцевин, Николай Фёдорович (1839—1929)
279. 1908 — Козловский, Павел Александрович (1845-1923)
280. 1908 — Ломачевский, Асинкрит Асинкритович (1848—1921)
281. 1908 — Нахичеванский, Исмаил Хан Эхсан Хан оглы (1819—1909)
282. 1908 — Оболешев, Александр Дмитриевич (1855—1918)
283. 1908 — Преженцов, Яков Богданович (1854—1911)
284. 1908 — Пушкин, Александр Александрович (1833—1914)
285. 1908 — Родзянко, Николай Владимирович (1852—1908)
286. 1908 — Сахаров, Владимир Викторович (1853—1920)
287. 1909 — Горяинов, Алексей Алексеевич (1840—1917)
288. 1909 — Каменский, Евгений Семенович (1848—1917)
289. 1909 — Трепов, Фёдор Фёдорович (1854—1938)
290. 1909 — Штемпель, Рейнгольд Александрович (1839—1913)
291. 1910 — Баранов, Пётр Петрович (1843—1924)
292. 1910 — Васильчиков, Сергей Илларионович (1849—1926)
293. 1910 — Вилламов, Николай Артемьевич (1850—1914)
294. 1910 — Винтулов, Николай Александрович (1845—н/р 1920)
295. 1910 — Вогак, Константин Ипполитович (1859—1923)
296. 1910 — Дембский, Константин Варфоломеевич (1847—н/р 1917)
297. 1910 — Жилинский, Яков Григорьевич (1853—1918)
298. 1910 — Кареев, Сергей Алексеевич (1846—1914)
299. 1910 — Клейгельс, Николай Васильевич (1850—1916)
300. 1910 — Коцебу-Пиллар-фон-Пильхау, Фёдор Карлович (1849—1911)
301. 1910 — Неттельгорст, Пётр Робертович (1850-?)
302. 1910 — Новосильцев, Антон Васильевич (1850—1923)
303. 1910 — Ренненкампф, Павел Карлович (1854—1918)
304. 1910 — Ропп, Николай Васильевич (1848—1916)
305. 1910 — Рутковский, Пётр Константинович (1852-?)
306. 1910 — Самсонов, Александр Васильевич (1859—1914)
307. 1910 — Степанов, Михаил Петрович (1853—1917)
308. 1910 — Топчевский, Владислав Ксаверьевич (1850-?)
309. 1911 — Богданович, Григорий Иосифович (1858-?)
310. 1911 — Васильчиков, Василий Николаевич (1840-?)
311. 1911 — Карганов, Адам Соломонович (1846-?)
312. 1911 — Литвинов, Александр Иванович (1853—1932)
313. 1911 — Траубенберг, Евгений-Александр-Эрнест Александрович (1855—1923)
314. 1911 — Черкасов, Владимир Александрович (1842-н/р 1917)
315. 1912 — Бенкендорф, Павел Константинович (1853—1921)
316. 1912 — Брусилов, Алексей Алексеевич (1853—1926)
317. 1912 — Голицын, Дмитрий Борисович (1851—1920)
318. 1912 — Голицын, Михаил Михайлович (1840—1918)
319. 1912 — Григорьев, Владимир Николаевич (1851-н/р 1918)
320. 1912 — Гринвальд, Артур Александрович (1847—1922)
321. 1912 — Дедюлин, Владимир Александрович (1858—1913)
322. 1912 — Ширма, Константин Антонович (1851-1913)
323. 1913 — Безобразов, Владимир Михайлович (1857—1932)
324. 1913 — великий князь Павел Александрович (1860—1919)
325. 1913 — Греков, Владимир Павлович (1852-?)
326. 1913 — Греков, Митрофан Ильич (1842—1915)
327. 1913 — Девель, Даниил Фёдорович (1852—1933)
328. 1913 — Корбут, Евгений Захарович (1849-?)
329. 1913 — Крузенштерн, Николай Фёдорович (1854—1940)
330. 1913 — Плешков, Михаил Михайлович (1856—1927)
331. 1913 — Покотило, Василий Иванович (1856-н/р 1919)
332. 1913—1914, 1917 — Родионов, Алексей Викторович (1853—1919)
333. 1913 — Святополк-Мирский, Пётр Дмитриевич (1857—1914)
334. 1913 — Шейдеман, Сергей Михайлович (1857—1922)
335. 1913 — Эйхгольц, Александр Рудольфович (1854—1929)
336. 1914 — великий князь Дмитрий Константинович (1860—1919)
337. 1914 — Дубасов, Николай Васильевич (1850—1915)
338. 1914 — Здроевский, Михаил Юлианович (1845-?)
339. 1914 — Одоевский-Маслов, Николай Николаевич (1849—1919)
340. 1914 — Орановский, Владимир Алоизиевич (1866—1917)
341. 1914 — Попов, Александр Фёдорович (1852-?)
342. 1914 — Ржевуский, Людомир Александрович (1848—1932)
343. 1914 — Цуриков, Афанасий Андреевич (1858—1922)
344. 1915 — Баумгартен, Леонтий Николаевич (1853—1931)
345. 1915 — Калитин, Пётр Петрович (1853—1927)
346. 1915 — Смагин, Алексей Алексеевич (1857—1928)
347. 1916 — Гурко, Василий Иосифович (1864—1937)
348. 1916 — Нахичеванский, Гусейн Хан (1863—1919)
349. 1916 — Драгомиров, Абрам Михайлович (1868—1955)
350. 1916 — Каледин, Алексей Максимович (1861—1918)
351. 1916 — Рыдзевский, Константин Николаевич (1852—1929)
352. 1916 — Сухомлинов, Николай Александрович (1850—1918)
353. 1916 — Туманов, Георгий Александрович (1856—1918)
354. 1917 — Барановский, Всеволод Степанович (1853—1921)
355. 1917 — Баратов, Николай Николаевич (1865—1932)
356. 1917 — Вельяшев, Леонид Николаевич (1856—1940)
357. 1917 — Енгалычев, Павел Николаевич (1864—1944)
358. 1917 — Казнаков, Николай Николаевич (1856—1929)
359. 1917 — Кауфман, Алексей Михайлович (1861—1934)
360. 1917 — Келлер, Фёдор Артурович (1857—1918)
361. 1917 — Лавров, Степан Нилович (1842-?)
362. 1917 — Раух, Георгий Оттонович (1860—1936)
363. 1917 — Соколовский, Иван Николаевич (1858-?)
364. 1917 — Тюлин, Михаил Степанович (1862—1935)
365. 1917 — Флейшер, Сергей Николаевич (1856—1918)
366. 1917 — Хелмицкий, Павел Людвигович (1855—1918)
367. 1917 — Штакельберг, Константин Карлович (1848—1925)